# 徐俊宝
徐俊宝（1937年—2017年7月8日）今江苏省张家港市人，中国人民解放军空军少将。

## 生平
1956年7月入伍，1960年6月加入中国共产党。历任学员、飞行员、副中队长、副大队长、团长，航空兵某师副师长、代理师长，济南军区空军副参谋长、参谋长等职，为正军职。
徐俊宝是中国人民解放军特级飞行员。1960年到1974年，徐俊宝多次带队执行原子弹爆炸之后的“取样”任务。另外徐俊宝还曾经多次执行国土防空巡逻，立三等功三次、二等功一次。1982年5月，徐俊宝所在的飞行独立大队连续31年安全飞行，获中央军委命名为“飞行安全红旗独立大队”，立集体一等功。
1988年9月被授予空军少将军衔。
2017年7月8日，徐俊宝在济南病逝，享年80岁。

## 著作
徐俊宝著的《高技术条件下空军夜间作战的几个问题》曾获空军军事学术研究成果二等奖。